# Komesarac
 Komesarac    falu Horvátországban Károlyváros megyében. Közigazgatásilag Cetingradhoz tartozik.

## Fekvése
Károlyvárostól 46 km-re délkeletre, községközpontjától 7 km-re délre, a Kordun területén, a bosnyák határ mellett fekszik.

## Története
A településnek 1857-ben 349, 1910-ben 642 lakosa volt. Trianonig Modrus-Fiume vármegye Szluini járásához tartozott. 
2011-ben 151 lakosa volt.

## Lakosság
| Lakosság változása | Lakosság változása | Lakosság változása | Lakosság változása | Lakosság változása | Lakosság változása | Lakosság változása | Lakosság változása | Lakosság változása | Lakosság változása | Lakosság változása | Lakosság változása | Lakosság változása | Lakosság változása | Lakosság változása | Lakosság változása |
| ------------------ | ------------------ | ------------------ | ------------------ | ------------------ | ------------------ | ------------------ | ------------------ | ------------------ | ------------------ | ------------------ | ------------------ | ------------------ | ------------------ | ------------------ | ------------------ |
| 1857               | 1869               | 1880               | 1890               | 1900               | 1910               | 1921               | 1931               | 1948               | 1953               | 1961               | 1971               | 1981               | 1991               | 2001               | 2011               |
| 349                | 612                | 637                | 688                | 814                | 642                | 606                | 675                | 479                | 394                | 457                | 343                | 294                | 308                | 182                | 151                |